# دنطوان مضغوط
دنطوان مضغوط (الاسم العلمي:Danthonia compressa) هو نوع من النباتات يتبع جنس الدنطوان من الفصيلة النجيلية.